# Kaitlyn Farrington
Kaitlyn Farrington (Hailey (Idaho), 18 december 1989) is een Amerikaans snowboardster. Ze groeide op op een boerderij in Bellevue (Idaho). Op driejarige leeftijd stond ze al op de ski's, en op 12-jarige leeftijd stapte ze over naar het snowboard. Ze was de eerste vrouw die een backside 900 deed.
In 2014 haalde ze de gouden medaille op de Olympische Winterspelen 2014 in Sotsji op het onderdeel halfpipe. In 2010 haalde ze ook al goud, op de Winter-X-Games in Frankrijk.
Op 8 december 2022 werd ze gekozen als reserve crewlid van het inmiddels geannuleerde Project dearMoon om een ruimtereis rond de maan te maken.

## Resultaten

### Olympische Winterspelen
| Jaar | Plaats | Resultaten |
| ---- | ------ | ---------- |
| 2014 | Sotsji | Halfpipe   |

### Wereldkampioenschappen
| Jaar | Plaats   | Resultaten  |
| ---- | -------- | ----------- |
| 2013 | Stoneham | 4e Halfpipe |

### Wereldbeker
Eindklasseringen
| Seizoen   | Algm | HP  |
| --------- | ---- | --- |
| 2006/2007 | 115e | 49e |
| 2007/2008 | 89e  | 28e |
| 2008/2009 | 67e  | 25e |
| 2012/2013 | 4e   | 4e  |
| 2013/2014 | 45e  | 23e |